# Gyula Bereznai
Gyula Bereznai (Sátoraljaújhely, 1 de mayo de 1921 - Nyíregyháza, 6 de septiembre de 1990) fue un matemático húngaro, reconocido principalmente por su trabajo en análisis.

## Biografía
Nació en Sátoraljaújhely el 1 de mayo de 1921. Completó su escuela primaria en Tornyospálca, la escuela secundaria en Kisvárda. Sus estudios en la Universidad de Debrecen fueron interrumpidos por la guerra. Después de seis años en prisión, recibió un título en matemáticas de la Universidad Eötvös Loránd, de Budapest. Después de la Escuela Vocacional Nyíregyháza y de la Escuela de Gramática Kölcsey, fue admitido en el departamento de matemáticas del colegio preparatorio Bessenyei György en 1962. De 1969 a 1983 fue jefe del departamento. Durante más de dos décadas, enseñó los conceptos básicos del análisis matemático a la futura generación de maestros, a quienes trató de transmitir sus conocimientos y experiencia, y siempre estuvo feliz de compartirlo con sus colegas. Además de su seguridad profesional, trató de moldear a sus estudiantes con sus propios altos estándares. Sus colegas y estudiantes lo querían y respetaban, pero lo mismo puede decirse de los maestros de matemáticas de su país, para quienes organizó y realizó numerosas conferencias avanzadas. No era un individuo ordinario, era un maestro verdadero y bien educado, competente no solo en matemáticas sino también en física, química y filosofía. Su trabajo está marcado por numerosas publicaciones profesionales y metodológicas, siendo autor de varios libros y ejemplos.

## Trabajo
- Su especialidad era el análisis matemático.
- Fue miembro del consejo editorial del periódico de "Enseñanza de las Matemáticas".
- El concurso matemático que lleva el nombre de Gyula Bereznai se celebra anualmente desde 1991.[1]

| Cita de la publicación Un criterio de convergencia simple: Teorema: si hay una {\displaystyle \sum _{}a_{n}} real para una línea numérica positiva {\displaystyle p>e} y un {\displaystyle N} natural de tal manera que siempre {\displaystyle n>N}, cada vez {\displaystyle \left({\frac {a_{n}}{a_{n+1}}}\right)^{n}\geq p}, entonces la serie es convergente. Y si {\displaystyle \left({\frac {a_{n}}{a_{n+1}}}\right)^{n}\leq e}, entonces la serie {\displaystyle \sum _{}a_{n}} es divergente. Así el teorema de Bereznai es: Sea {\displaystyle \left(a_{n}\right)} una secuencia de números positivos, de modo que exista {\displaystyle p\in \mathbb {R} } con {\displaystyle \left({\frac {a_{n}}{a_{n+1}}}\right)^{n}\geq p>e\ (n=1,2,...)}. Entonces la serie {\displaystyle \sum _{n=1}^{\infty }{a_{n}}} es convergente. Si {\displaystyle \left({\frac {a_{n}}{a_{n+1}}}\right)^{n}\leq e}, entonces la serie es divergente. Se sabe que el método de Gyula Bereznai es más efectivo que el llamado criterio_de_d'Alembert (por Jean_le_Rond_d'Alembert), que se usa más comúnmente para decidir la convergencia de series matemáticas positivas y el llamado Método de Raabe-Duhamel (debido a los matemáticos Joseph Ludwig Raabe y Jean-Marie Duhamel). Es decir, el resultado de Gyula Bereznai, entre otras cosas, proporciona una herramienta útil para el estudio de una rama de las matemáticas muy investigada, el análisis armónico. (Dr. Habil. György Gát) |

## Premios
- 1960 - János_Bolyai  Mathematical Society Emanuel Beke  premio conmemorativo

## Libros
- Teorema de Pitágoras[4]
- La historia de la escritura de números[5]
- Concursos de matemáticas para colegios de formación docente[6]